# Allan Quatermain e le miniere di re Salomone
Allan Quatermain e le miniere di re Salomone (King Solomon's Mines) è un film del 1985 diretto dal regista J. Lee Thompson.
A cento anni dalla pubblicazione del romanzo Le miniere di re Salomone (1885) di H. Rider Haggard, costituisce la quarta versione per il grande schermo della storia, dopo King Solomon's Mines (1937), Le miniere di re Salomone (1950) e King Solomon's Treasure (1979).
Ha avuto un seguito: Gli avventurieri della città perduta (1986).

## Trama
Jesse Huston, figlia di un esploratore alla ricerca da una vita delle favolose miniere diamantifere di re Salomone, organizza una spedizione di soccorso con un affascinante cacciatore, Allan Quatermain, ed il di lui servo Umbopo. Arrivati nella città di Tangola, però, scoprono, forzando a parlare il reticente negoziante del negozio dove dovevano incontrarsi col vecchio, che l'esploratore è stato rapito da Dogati, un arabo nemico di Quatermain che è "alleato" del colonnello tedesco Bockner, personaggio di indole fortemente autoritaria; entrambi vogliono che li conduca alle miniere, e per questo salgono su un treno.
Dopo aver recuperato nel negozio una mappa per le miniere, Jessie viene rapita dagli uomini di Dogati e prontamente liberata da Quatermain. Assieme al reticente Umbopo, lei e Quatermain riescono a salire sul treno di Dogati e a raggiungere tra mille difficoltà il vecchio genitore, che rivela loro la strada per le miniere e si fa promettere affinché i nemici vengano fermati. Dopo aver staccato il vagone dal resto del treno (causando l'ira di Dogati) e aver lasciato l'esploratore in un villaggio vicino con le cure di Umbopo, Jesse e Quatermain proseguono il cammino, ma vengono catturati da una tribù di cannibali che li costringe a buttarsi in un enorme pentolone per cucinarli. Ma grazie all'ingegno di Quatermain, riescono a liberarsi e a "rotolare" verso una foresta, dove i due si dichiarano ufficialmente.
Inseguiti da Dogati e da Bockner, Quatermain e Jesse con l'aiuto degli uomini-a-testa-in-giù Obugua riescono ad arrivare ai piedi delle montagne sotto cui sono scavate le miniere, ma vengono nuovamente catturati da una nuova tribù cannibale comandata da una spietata regina, i Kukuanas. Questi stanno per dare Quatermain in pasto ai coccodrilli, quando arriva all'improvviso Umbopo che, mostrando al popolo una cicatrice, dichiara di essere il legittimo re della tribù in esilio, e salva la vita ai due.
Guidati da Umbopo, Quatermain e Jesse entrano nelle miniere, ma vengono raggiunti da Dogati e Bruckner che li chiudono in una stanza che comincia ad allagarsi. I due riescono a liberarsi dopo poco, e Quatermain eliminerà entrambi i suoi avversari, prima di riuscire a tornare alla luce del sole con Jesse e Umbopo, mentre le miniere crollano.